# Maison Ezkerrenea
La maison Ezkerrenea ou Esquerrénéa est une demeure de Saint-Jean-de-Luz, dans les Pyrénées-Atlantiques, classée par les monuments historiques depuis 1996. Elle se trouve rue de la République, à 30 mètres de la plage.

## Présentation
Cette maison intégralement en pierre de trois étages est la seule maison de la ville rescapée de l'incendie provoqué par le siège des Espagnols en 1558. Elle date de la fin du XVe siècle. C'est une maison noble avec une tour, des fenêtres à meneaux, ornées de moulures Renaissance, et un escalier à vis. Son rez-de-chaussée abrite un restaurant et l'intérieur est aménagé en appartements.
Cette propriété privée est inscrite aux monuments historiques depuis 1996.